# Vice admiral (Royal Navy)
Pour les articles homonymes, voir Vice-amiral.
Vice admiral en anglais : vice amiral est un grade d'officier de la Royal Navy, marine militaire du Royaume-Uni. Il est directement supérieur au rear admiral et est sous les ordres de l'admiral. Son code OTAN est OF-8.

## Histoire
La Royal Navy a des vice-amiraux depuis au moins le XVIe siècle. Quand la flotte était déployée, le vice admiral servait dans la partie avant de la flotte, l'admiral au centre, et le rear admiral, comme son nom l'indique, dans la partie arrière.

## Distinction
Ce grade doit être distingué de celui de vice-amiral du Royaume-Uni, qui est une position à l'amirauté britannique. Il doit aussi être distingué de celui de Vice-Admiral of the Coast, un poste aujourd'hui obsolète de l'administration navale (un tel poste pour chaque comté maritime).

## Insigne et grade
Le drapeau du vice Amiral représente la croix de saint George accompagnée d'un rond.

Insigne de manche d'un vice admiral dans la Royal Navy.
Drapeau de commandement
Epaulettes D'un Vice Amiral dans la Royal Navy avant 2001.
Epaulettes D'un Vice Amiral dans la Royal Navy après 2001.

### Sources
- (en) Cet article est partiellement ou en totalité issu de l’article de Wikipédia en anglais intitulé « Vice admiral (Royal Navy) » (voir la liste des auteurs).